# Bah Balon Tongah
Bah Balon Tongah is een bestuurslaag in het regentschap Simalungun van de provincie Noord-Sumatra, Indonesië. Bah Balon Tongah telt 1156 inwoners (volkstelling 2010).